# Pterocypha gibbosaria
Pterocypha gibbosaria là một loài bướm đêm trong họ Geometridae.